# 신문방송학
신문방송학은 신문과 방송을 대표로 하는 대중 매체에서 일어나는 매스 커뮤니케이션을 연구하는 학문이다. 현재는 신문과 방송 분야에 국한되지 않고 전반적인 사회과학과 미디어 관련 실무 교육을 함께 담당하고 있다. 대한민국의 당초 신문방송학의 출발은 미국 교육방식의 인식에서 비롯됐다. 유럽의 경우 주로 직업 교육 중심인데 반해서 미국의 경우 직업 교육 + 교양학습이라는 톡특한 교육체제를 발달시켰다. 홍익대학교를 시작으로 이화여자대학교, 중앙대학교, 한양대학교, 성균관대학교, 고려대학교, 서울대학교 등에서 신문학과를 만들고 가르치기 시작했다. 당시 초기의 교수진들은 기자 생활을 하다가 미국 유학 중에 저널리즘 교육을 받고 온 경우가 많았다.
신문방송학에서는 신문 기사 작성과 방송 영상 제작 등 실무적인 부분 뿐만 아니라 각종 사회과학 이론 역시 병행하여 학습한다. 특히 인간을 토대로 이루어지는 모든 커뮤니케이션을 그 연구 소재로 다루는데, 마셜 매클루언, 어빙 고프만 등 미디어 사회학자의 연구를 중요시한다.
신문방송학의 학습 목적을 꼽자면 첫째 커뮤니케이션 현상을 이해하고 분석하기 위해 필요한 이론과 조사능력을 배양하고, 둘째 효율적 의사전달과 합리적 합의-도출에 필요한 지식과 기술을 함양하며, 셋째 신문과 방송을 포함한 매스 커뮤니케이션의 이용, 활용, 운영에 필요한 전문 지식과 실용 기술을 구비한 인재를 양성함을 들 수 있다.
오늘날에는 여러 인터넷 매체, 블로그를 통한 1인 미디어, 소셜 네트워크 서비스 등으로 인해 기존 대중 매체의 영향력이 약해지고 있는데, 이에 따라 그동안 대중 매체를 연구해왔던 신문방송학도 점차 그 전공의 성격을 변화시키고자 노력하고 있다.

## 미국의 신문방송학
미국에서 신문방송학의 출현은 프로페셔날리즘의 형성과 미디어 발달과 맞물려 있다. 먼저 신문의 발달로 인해서 저널리즘 교육의 필요성이 제기되었다.
미국사회에서는 19세말 의과대학, 법과대학, 교육대학 등이 실무와 교양을 함께 가르치는 직업학교로 발달하게 된다.  남북전쟁이후 남부군의 로버트 리 장군이 버지니아주의 워싱턴 컬리지 학장으로 있을 때, 언론인 교육의 필요성을 느끼어서 1860년대후반부터 저널리즘 교육을 가르치기 시작한 것이 대학수준에서 최초의 저널리즘 교육으로 통용되고 있다. 이후 워싱턴 컬리지는 워싱턴 앤 리(Washington and Lee University) 대학으로 발달한다. 초기 교육과정은 활자, 속기, 회계학, 간단한 저널리즘 이론 등을 가르쳤다. 물론 저널리즘 이론이 아직 발달하지 않아서 이론이라고 딱히 부를 것이 없던 시기였다.
이어 1880년대부터 미 중부의 주립대학 영문학과에서 "기사작성법" 등의 저널리즘 과목을 가르치기 시작한다. 위스컨신, 미주리, 일리노이, 인디애나, 캔사스 대학 등에서 초기 저널리즘 교육이 시작한다. 이어 동부에서는 코넬대학과 뉴욕대학 등에서 저널리즘 교육을 시작한다. 하지만 이 단계의 저널리즘 교육은 그냥 영문과에서 기사작성법 등에 대해 3시간 정도 가르치는 정도였다. 이후 20세기초에 들어와서야 미주리대학을 중심으로 저널리즘 학과가 만들어지기 시작한다. 또한 퓰리처의 막대한 기부금을 받은 컬럼비아 대학에서도 균형잡힌 언론인 양성이라는 목적아래 저널리즘 교육이 시작됐다.
라디오의 발명과 발달과 함께 신문중심의 저널리즘에 변화가 생기기 시작했다. 라디오 역시 저널리즘 학과에서 처음 가르치기 보다는 영문과의 스피치커뮤니케이션에서 한 세션으로 가르치기 시작한다. 왜냐하면 당시 라디오에서는 발성을 중요시했기 때문이다. 그중 뉴스와 관련된 부분은 저널리즘 학과로 옮겨지고 그외 라디오 공연, 발성, 라디오 정책 등은 독립된 학과에서 가르치기 시작한다. 미국에서 일부 텔레커뮤니케이션학과나 미디어학과 등이 독립되어 있는 곳이 있는데, 이는 저널리즘과 학문적 출발을 달리하기 때문이다.

## 같이 보기
- 언론정보학
- 저널리즘
- 의사소통

## 참고
1. ↑  Crenshaw, O (1969). General lee’s college, New York: Random House
2. ↑  O’Dell, O (1935). The history of journalism education in the United States, New York: Columbia University Press